# مارک کلوده
مارک کلوده (انگلیسی: Mark Clode؛ زادهٔ ۲۴ فوریهٔ ۱۹۷۳) بازیکن فوتبال اهل بریتانیا است.
از باشگاه‌هایی که در آن بازی کرده‌است می‌توان به باشگاه فوتبال سوانزی سیتی، باشگاه فوتبال بث سیتی، و باشگاه فوتبال پلیموث آرگیل اشاره کرد.